# Tuerca remachable

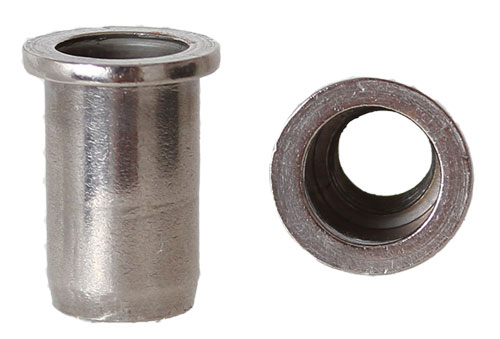
Tuerca remachable

Una tuerca remachable, también conocida como tuerca ciega, remache roscado o tuerca de remache, es un remache tubular de una sola pieza, roscado internamente y avellanado, que se puede anclar completamente desde un lado. Es un tipo de inserto roscado. Existen dos tipos: uno está diseñado para formar una protuberancia en la parte posterior del panel al apretar un tornillo en sus roscas. El otro se introduce de forma similar mediante un tornillo, pero se introduce en el manguito en lugar de crear una protuberancia.

## Historia
La primera tuerca remachable fue creada por BF Goodrich en la década de 1930 y se vendió bajo la marca registrada RIVNUT®. Se utilizó inicialmente para montar fundas antihielo de goma en las alas de los aviones.

## Usos
En el campo de la aviación, las tuercas remachables se utilizan a menudo para fijar diversos elementos, como descargadores estáticos y tapas de acceso de inspección, a la superficie de una aeronave. Las tuercas remachables son un reemplazo ideal para las tuercas de soldadura porque no distorsionan los materiales base, eliminan las salpicaduras de soldadura, los humos tóxicos y otros subproductos del proceso de soldadura, y se pueden instalar en muchos tipos diferentes de materiales, incluidos acero, plástico, compuestos y fibra de vidrio.